# България на Световното първенство по футбол 1950

## България в квалификациите
Тимът на България не е допуснат до участие в квалификациите, тъй като страната е причислена към страната на победените във Втората световна война.